# 六分儀座V4090
六分儀座V4090，又名CD-3913371，HD 185257、SAO 211451、HR 7464，是六分儀座的一颗恒星，视星等为6.61，位于銀經359.88，銀緯-25.72，其B1900.0坐标为赤經19h 33m 7s，赤緯-39° -25.72′ 33″。